# 대한민국 상법 제331조
대한민국 상법 제331조는 주주의 책임에 대한 상법 회사법의 조문이다. 주주가 회사채권자에 대해 책임이 없으며 회사에 대해서만 주식의 인수가액을 한도로 출자의무를 지는 주주 유한책임의 원칙을 선언하고 있다. 

## 조문
제331조 (주주의 책임) 주주의 책임은 그가 가진 주식의 인수가액을 한도로 한다.

第331條 (株主의 責任) 株主의 責任은 그가 가진 株式의 引受價額을 限度로 한다.

## 판례
하지만 총주주의 동의 아래 회사의 채무를 주주들이 부담하는 것은 가능한다.

## 참고 문헌
- 이기수, 최병규, 회사법 상법강의 2, 박영사, 2015. ISBN 9791130327822

## 같이 보기
- 주식회사
- 주주